# قائمة ملوك العراق
قائمة ملوك العراق بعد الحرب العالمية الأولى وتفكك الإمبراطورية العثمانية، أصبحت الولايات العثمانية الثلاث في العراق تحت سيطرة المملكة المتحدة. وفي ظل الانتداب البريطاني على العراق، ثار الشعب العراقي للمطالبة بحاكم عربي فتم ترشيح فيصل الأول بن حسين بن علي الهاشمي، وأجري استفتاء عام فاز على اثره فيصل بعرش العراق. ليصبح أول ملك على المملكة العراقية والتي بقيت قائمة حتى الانقلاب العراقي في عام 1958 والمعروف باسم ثورة 14 يوليو حيث تم إنشاء جمهورية العراق.

## ملوك العراق (1921–1958)
| الاسم       | العمر                                 | بداية الحكم   | نهاية الحكم   | ملاحظات        | العائلة  | الصورة           |
| ----------- | ------------------------------------- | ------------- | ------------- | -------------- | -------- | ---------------- |
| فيصل الأول  | 20 مايو 1883 – 8 سبتمبر 1933 (50 سنة) | 23 أغسطس 1921 | 8 سبتمبر 1933 |                | بنو هاشم | Faisal I of Iraq |
| غازي الأول  | 12 مارس 1910 – 4 أبريل 1939 (29 سنة)  | 8 سبتمبر 1933 | 4 إبريل 1939  | ابن فيصل الأول | بنو هاشم | غازي الأول       |
| فيصل الثاني | 2 مايو 1935 – 14 يوليو 1958 (23 سنة)  | 4 إبريل 1939  | 14 يوليو 1958 | ابن غازي الأول | بنو هاشم | فيصل الثاني      |